# Хвильовий алгоритм

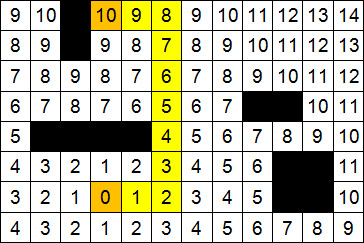
Результат роботи алгоритму (ортогональний шлях)

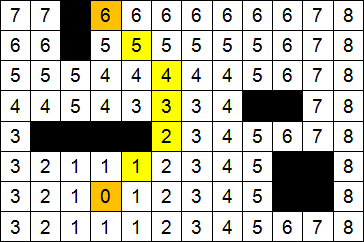
Результат роботи алгоритму (ортогонально-діагональний шлях)

Хвильовий алгоритм (Алгоритм Лі) — алгоритм, що дозволяє знайти мінімальний шлях в графі з ребрами одиничної довжини. Заснований на алгоритмі пошуку в ширину. Застосовується для знаходження найкоротшого шляху в графі, в загальному випадку знаходить лише його довжину.

## Суть алгоритму
На двовимірній карті (матриці), що складається з «прохідних» і «непрохідних» комірок, позначена комірка старту і комірка фінішу. Мета алгоритму - прокласти найкоротший шлях від комірки старту до комірки фінішу, якщо це, звичайно, можливо. Від старту у всі напрями поширюється хвиля, причому кожна пройдена хвилею комірка позначається як «пройдена». Хвиля, у свою чергу, не може проходити через комірки помічені як «пройдені» або «непрохідні». Хвиля рухається, поки не досягне точки фінішу або поки не залишиться непройдених комірок. Якщо хвиля пройшла всі доступні комірки, але так і не досягла точки фінішу, значить, шлях від старту до фінішу прокласти неможливо. Після досягнення хвилею фінішу, прокладається шлях в зворотному напрямі (від фінішу до старту) і зберігається в масиві.

## Різновиди
Заповнення по матриці в 4 напрямках (околиця фон Неймана), він же алгоритм Лі — точніший, але менш швидкий метод.
```
    i+1
i+1  i  i+1
    i+1

```

Заповнення по матриці в 8 напрямків (околиця Мура) — більш швидкий, але менш точний метод. Шлях по діагоналі приблизно в 1.4 рази довший, ніж по горизонталі й вертикалі, саме тому комірки, розташовані по діагоналі, мають коефіцієнт +3, а по горизонталі й вертикалі — коефіцієнт +2.
```
і+3 і+2 i+3
i+2  i  i+2
і+3 i+2 і+3

```

Існує також алгоритм A* (A-star) — направлений хвильовий алгоритм.

## Практичне застосування

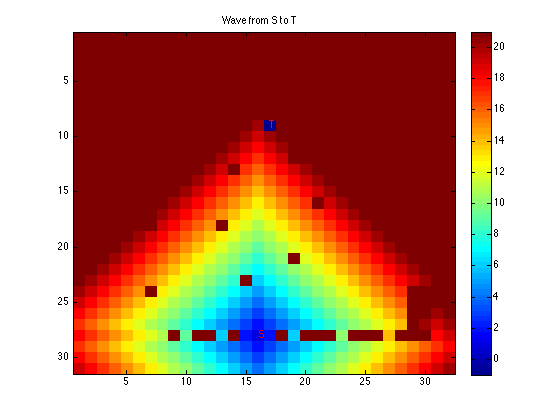

Хвильовий алгоритм - один з основних при автоматизованому трасуванні (розводці) друкованих плат. Він має досить велику кількість різноманітних модифікацій, що дозволяють покращити знайдений розв'язок з точки зору затрат пам'яті та швидкодії. Також одне з характерних застосувань хвильового алгоритму — пошук найкоротшої відстані на карті в стратегічних комп'ютерних іграх.

## Опис алгоритму
Алгоритм складається з кількох етапів, серед яких основними можна виділити наступні: підготовчий етап, етап поширення хвилі та етап побудови шляху.
На підготовчому етапі проводиться аналіз комірок, що присутні на карті, визначаються зайняті комірки. Решта комірок позначаються як вільні, їм присвоюється вага "0". В лічильник кроків К записується 1.
Етап поширення хвилі полягає у знаходженні точки фінішу шляхом перебору сусідніх комірок та присвоєння їм відповідної ваги. В першу чергу  перевіряються всі комірки, суміжні з початковою. Якщо комірка має вагу "0", їй присвоюється значення з лічильника кроків. Комірки з іншою вагою (заповнені на попередніх кроках), а також комірки, відмічені як зайняті, залишаються без змін. Якщо одна з комірок є точкою фінішу, алгоритм переходить на наступний етап – побудову шляху. В іншому випадку лічильник кроків збільшується на одиницю і описаний для початкової точки алгоритм повторюється для всіх точок з вагою К-1. Якщо кінцева точка не знайдена, і для всіх точок з вагою К-1 в околі не лишилось вільних комірок, то вважається, що шлях не існує.
На етапі побудови шляху (згортання хвилі) починаємо рух з кінцевої точки. Для цієї точки обирається комірка з її околу (вага цієї комірки буде К). Тоді для цієї комірки знову шукається суміжна з вагою К-1. Таким чином продовжується доти, поки не знайдено комірку з вагою 1, в околі якої знаходиться початкова точка (вага початкової точки 0). Таким чином маємо побудований шлях, який також відносить до множини шляхів мінімальної довжини.

## Приклад реалізації
Також однією з задач, з якими легко справляється хвильовий алгоритм є пошук виходу з лабіринту. Нижче наведено приклад реалізації алгоритму пошуку виходу з лабіринту на мові С++.[джерело?]
```
#include
 
"conio.h"
      // Для функції getch()

#include
 
<string.h>

struct
 
screen_point
{
    

 
unsigned
 
char
 
chr
;
     

 
unsigned
 
char
 
attr
;
    
// Це все що потрібно для виводу

};
                      
// на екран.

typedef
 
struct
 
screen_point
 
screen_line
[
80
];
 

screen_line
 
*
 
scr
;
    

char
 
movecost
[
10
][
10
]
=
{

   
{
0
,
0
,
0
,
0
,
0
,
0
,
0
,
0
,
0
,
0
},

   
{
0
,
1
,
6
,
6
,
6
,
6
,
6
,
1
,
1
,
0
},

   
{
0
,
1
,
0
,
0
,
0
,
0
,
6
,
0
,
0
,
0
},

   
{
0
,
1
,
0
,
1
,
1
,
1
,
1
,
1
,
1
,
0
},

   
{
0
,
1
,
0
,
1
,
1
,
0
,
0
,
0
,
1
,
0
},
 
// Це і є лабіринт

   
{
0
,
1
,
0
,
1
,
0
,
0
,
1
,
0
,
1
,
0
},
 
// 0 - стіна

   
{
0
,
1
,
0
,
1
,
0
,
1
,
1
,
0
,
1
,
0
},
 
// будь-яке інше число -

   
{
0
,
1
,
0
,
0
,
0
,
0
,
0
,
0
,
1
,
0
},
 
// ступінь прохідності

   
{
0
,
1
,
8
,
1
,
1
,
1
,
1
,
1
,
1
,
0
},
 
// 1 - найкраща прохідність

   
{
0
,
0
,
0
,
0
,
0
,
0
,
0
,
0
,
0
,
0
}

                      
};

unsigned
 
char
 
fillmap
[
10
][
10
];
  
// Розмір рівний розміру лабіринту!!!

                                
// якщо шлях може бути довшим за

                                
// 255 варто замінити byte->word

struct
{

 
signed
 
char
 
x
,
y
;
               
// Координати в лабіринті

}
buf
[
256
];
                      
// Чим більший лабіринт, тим більшим повинен

                                
// бути цей масив

unsigned
 
char
 
bufp
,
bufe
;
        
// Індекси в buf

int
 
sx
,
sy
,
tx
,
ty
;
                
// Початкові та кінцеві координати шляху

/*

  Ця частина займається виводом на екран і

                не має жодного відношення до алгоритму

*/

void
 
clrscr
(){
                  
// Очистити екран

 
int
 
i
;

 
for
(
i
=
0
;
i
<
80
*
25
;
i
++
)((
short
*
)
scr
)[
i
]
=
0x0720
;

}

// Надрукувати рядок str в координатах (x,y) кольором attr

void
 
writestr
(
int
 
x
,
int
 
y
,
char
 
str
[],
char
 
attr
){

int
 
i
;

for
(
i
=
0
;
str
[
i
]
!=
0
;
i
++
,
x
++
){
scr
[
y
][
x
].
chr
=
str
[
i
];
scr
[
y
][
x
].
attr
=
attr
;}

}

// Малюємо початковий малюнок лабіринту

void
 
draw_maze
(){

 
int
 
i
,
j
;

 
for
(
j
=
0
;
j
<
10
;
j
++
)
for
(
i
=
0
;
i
<
10
;
i
++
){

  
scr
[
j
][
i
*
2
  
].
attr
=
16
*
(
7
-
movecost
[
j
][
i
])
+
7
+
8
*
((
i
+
j
)
&
1
);

  
scr
[
j
][
i
*
2
+
1
].
attr
=
16
*
(
7
-
movecost
[
j
][
i
])
+
7
+
8
*
((
i
+
j
)
&
1
);

 
}

 
scr
[
sy
][
sx
*
2
].
chr
=
'['
;
scr
[
sy
][
sx
*
2
+
1
].
chr
=
']'
;

 
scr
[
ty
][
tx
*
2
].
chr
=
'<'
;
scr
[
ty
][
tx
*
2
+
1
].
chr
=
'>'
;

 
scr
[
1
][
40
].
attr
=
16
*
(
7-1
);
writestr
(
45
,
1
,
"Пусте місце"
,
7
);

 
scr
[
3
][
40
].
attr
=
16
*
(
7-0
);
writestr
(
45
,
3
,
"Стіна"
,
7
);

 
scr
[
5
][
40
].
attr
=
16
*
(
7-6
);
writestr
(
45
,
5
,
"Болото"
,
7
);

 
writestr
(
40
,
7
,
"[]    Початкова точка"
,
7
);

 
writestr
(
40
,
9
,
"<>    Ціль шляху"
,
7
);

}

/*

  Реалізація самого алгоритму

*/

/* Ця функція перевіряє чи є запропонований шлях в точку фінішу більш коротким,

   ніж знайдені раніше, і якщо так, то запам'ятовує точку в buf.      */

void
 
push
(
int
 
x
,
int
 
y
,
int
 
n
){

 
if
(
fillmap
[
y
][
x
]
<=
n
)
return
;
           
// Якщо новий шлях не коротший, його відкидаємо

 
fillmap
[
y
][
x
]
=
n
;
                      
// Запам'ятовуємо нову довжину шляху

 
buf
[
bufe
].
x
=
x
;
             

 
buf
[
bufe
].
y
=
y
;
                        
// Запам'ятовуємо точку

 
bufe
++
;
                               

 
scr
[
y
][
x
*
2
  
].
chr
=
n
/
10
+
48
;
     

                                       
// Промальовка та очікування натиснення клавіші

 
scr
[
y
][
x
*
2
+
1
].
chr
=
(
n
%
10
)
+
48
;

 
getch
();
   
//

}

/* Тут береться чергова точка з buf і повертається 1, 

  якщо buf пустий, повертається 0           */

int
 
pop
(
int
 
*
x
,
int
 
*
y
){

 
if
(
bufp
==
bufe
)
return
 
0
;

 
*
x
=
buf
[
bufp
].
x
;

 
*
y
=
buf
[
bufp
].
y
;

 
bufp
++
;
   

 
return
 
1
;

}

void
 
fill
(
int
 
sx
,
int
 
sy
,
int
 
tx
,
int
 
ty
){

 
int
 
x
,
y
,
n
,
t
;

// Спочатку fillmap заповнюється max значенням

 
_fmemset
(
fillmap
,
0xFF
,
sizeof
(
fillmap
));
 

 
bufp
=
bufe
=
0
;
          
// Обнуляємо буфери

 
push
(
sx
,
sy
,
0
);
        

 
while
(
pop
(
&
x
,
&
y
)){
    
// Цикл виконується, доки є точки в буфері

  
if
((
x
==
tx
)
&&
(
y
==
ty
)){

   
writestr
(
0
,
20
,
"Знайдено шлях довжиною     "
,
15
);

   
scr
[
20
][
19
].
chr
=
n
/
10
+
48
;

   
scr
[
20
][
20
].
chr
=
(
n
%
10
)
+
48
;

   
break
;

  
}

// n рівне довжині шляху до будь-якої сусідньої комірки

  
n
=
fillmap
[
y
][
x
]
+
movecost
[
y
][
x
];

// Перебір 4-х сусідніх комірок

  
if
(
movecost
[
y
+
1
][
x
  
])
push
(
x
  
,
y
+
1
,
n
);
 

  
if
(
movecost
[
y
-1
][
x
  
])
push
(
x
  
,
y
-1
,
n
);
  

  
if
(
movecost
[
y
  
][
x
+
1
])
push
(
x
+
1
,
y
  
,
n
);
 

  
if
(
movecost
[
y
  
][
x
-1
])
push
(
x
-1
,
y
  
,
n
);
 

 
}

 
// Якщо перебрано всю карту і не знайдено жодного шляху

 
if
(
fillmap
[
ty
][
tx
]
==
0xFF
){

  
writestr
(
0
,
20
,
"Шляху не існує!!!"
,
15
);

  
return
;

 
}
  
else
 

 
writestr
(
0
,
20
,
"Заливку завершено. Пройдемо по шляху!!!"
,
15
);

 
x
=
tx
;
y
=
ty
;
n
=
0xFF
;
               
// Ми почали заливку з (sx,sy), отже

                                 
// по шляху доведеться йти з (tx,ty), у зворотньому напрямі

 
while
((
x
!=
sx
)
||
(
y
!=
sy
)){
        
// Доки не прийшли в (sx,sy)

  
scr
[
y
][
x
*
2
].
attr
=
2
*
16
;
scr
[
y
][
x
*
2
+
1
].
attr
=
2
*
16
;
  
// Малювання

                                                                 
// Шукається сусідня комірка,

  
if
(
fillmap
[
y
+
1
][
x
  
]
<
n
){
tx
=
x
  
;
ty
=
y
+
1
;
t
=
fillmap
[
y
+
1
][
x
  
];}
    
// що містить

  
if
(
fillmap
[
y
-1
][
x
  
]
<
n
){
tx
=
x
  
;
ty
=
y
-1
;
t
=
fillmap
[
y
-1
][
x
  
];}
    
// мінімальне значення

  
if
(
fillmap
[
y
  
][
x
+
1
]
<
n
){
tx
=
x
+
1
;
ty
=
y
  
;
t
=
fillmap
[
y
  
][
x
+
1
];}

  
if
(
fillmap
[
y
  
][
x
-1
]
<
n
){
tx
=
x
-1
;
ty
=
y
  
;
t
=
fillmap
[
y
  
][
x
-1
];}

  
x
=
tx
;
y
=
ty
;
n
=
t
;
                  
// Переходимо на знайдену комірку

  
getch
();
                        
// Очікуємо натиснення клавіші

 
}

}

void
 
main
(){

 
int
 
i
;

 
sx
=
1
;
sy
=
1
;
   
// Задання початкової точки

 
tx
=
3
;
ty
=
3
;
   
// Задання цілі шляху

 
scr
=
(
screen_line
*
)
0xB8000
;
 

 
clrscr
();
      

 
draw_maze
();
   

 
getch
();
    

 
fill
(
sx
,
sy
,
tx
,
ty
);
     
// Виклик функції пошуку шляху

}

```